# Autographa macrogamma
Autographa macrogamma ist ein Schmetterling (Nachtfalter) aus der Familie der Eulenfalter (Noctuidae).

## Merkmale

### Falter
Die Falter erreichen eine Flügelspannweite von 34 bis 38 Millimetern. Die Vorderflügeloberseite ist rötlich braun bis dunkel rotbraun gefärbt und leicht marmoriert. Die Submarginalregion ist aufgehellt. Die große, silberweiß schimmernde, tropfenförmige Makel, die dem Gamma aus dem griechischen Alphabet ähnelt ist zumeist ungeteilt. In ihrem Auslauf befindet sich ein weiterer kleiner länglicher gleichfarbiger Fleck. Die Nierenmakel ist dünn silberweiß eingefasst. Am Apex befindet sich ein dunkler Schatten. Die Wellenlinie ist stark gezackt und dunkel angelegt. Die Hinterflügeloberseite ist hell graubraun gefärbt und zeigt einen leicht verdunkelten Außensaum. Am Kopf der Falter befindet sich ein Haarbüschel. Der Körper ist pelzig behaart und besitzt weitere kleinere Haarbüschel. 

### Raupe
Ausgewachsene Raupen sind grün gefärbt, auf dem Rücken kräftig weiß gesprenkelt und mit einem deutlichen weißlichen Seitenstreifen versehen. Über die gesamte Körperoberfläche sind einige kurze dünne Haare verteilt. Die Segmenteinschnitte heben sich hell hervor. Die Stigmen sind weiß.

### Ähnliche Arten
Die Jota-Silbereule (Autographa jota) ist in der  Submarginalregion der Vorderflügel rötlicher gefärbt und die silberweiße Umrandung der Nierenmakel fehlt. Die Hinterflügeloberseite ist dunkel graubraun.

## Verbreitung und Vorkommen
Das Verbreitungsgebiet von Autographa macrogamma erstreckt sich in einem schmalen Streifen von Fennoskandinavien über Russland bis nach China. Die Art besiedelt bevorzugt Taigagebiete.

## Lebensweise
Die Falter fliegen in einer Generation zwischen Juni und August. Sie sind tag-, dämmerungs- und nachtaktiv, fliegen künstliche Lichtquellen an und wurden am Tage beim Saugen an Blüten, beispielsweise an Weidenröschen (Epilobium), Leimkräutern (Silene), Wicken (Vicia) oder Platterbsen (Lathyrus) beobachtet. Als Nahrungsquelle der Raupen dienen die Blätter verschiedener Pflanzen, dazu zählen: Trollblumen (Trollius), Wegeriche (Plantago ) und Löwenzahn (Taraxacum), zuweilen wurden sie auch an Mehlbeerbüschen (Sorbus) gefunden. Die Raupen überwintern.